# Lousada
Lousada là một huyện thuộc tỉnh Porto, Bồ Đào Nha. Huyện này có diện tích 96 km², dân số thời điểm năm 2001 là 44712 người.